# A50高速公路
A50高速公路是法国的一条高速公路，全长64千米，部分路段于1962年建成通车。A50始于马赛，经过A52、A502和A501三条高速，终于土伦。A50主要经过马赛、欧巴涅、拉西约塔、邦多尔、土伦等城市。